# Aristidis Konstantinidis
Aristidis Konstantinidis fue un ciclista profesional griego. Compitió en los Juegos Olímpicos de Atenas 1896.
Konstantinidis compitió en las modalidades de 10 y 100 kilómetros, además del maratón en el que se proclamó vencedor tras recorrer la distancia entre Atenas y Maratón, y viceversa, en un tiempo 3:22:31 horas. A pesar de la rotura de su bicicleta y la caída que sufrió durante la prueba logró la medalla de oro.
En las pruebas en pista no obtuvo tan buenos resultados, una quinta plaza en los 10 kilómetros y en los 100 kilómetros no logró finalizar la prueba, al igual que siete de los nueve participantes que la comenzaron.
- Datos: Q343611
- Multimedia: Aristidis Konstantinidis / Q343611